# Little Salmon Lake
Little Salmon Lake är en sjö i Kanada.   Den ligger i territoriet Yukon, i den västra delen av landet, 4 100 km väster om huvudstaden Ottawa. Little Salmon Lake ligger 683 meter över havet. Arean är 0,28 kvadratkilometer. Den sträcker sig 0,4 kilometer i nord-sydlig riktning, och 1,3 kilometer i öst-västlig riktning.
Trakten runt Little Salmon Lake är nära nog obefolkad, med mindre än två invånare per kvadratkilometer.